# Private Teacher
Private Teacher ist ein Pornofilm aus dem Jahr 1983 von Gary Graver. Für die Veröffentlichung des Films verwendete er das Pseudonym Robert McCallum. 1985 folgte mit Private Moments eine indirekte Fortsetzung. Veröffentlicht wurde der Film durch die Filmfirma Cameo Films.

## Handlung
Jimmy ist ein stiller und schüchterner Junge. Er verbringt einen Großteil seiner Freizeit damit, durch sein Teleskop zwei Flugbegleiterinnen bei ihren sexuellen Rollenspielen zu beobachten. Sein Verhalten verheimlicht er vor seiner Tante Diane. Diese macht sich über sein stilles und untypisches Verhalten Sorgen. Auf Fragen, ob er Probleme hätte, reagiert er ausweichend. Seine Tante engagiert aus diesem Grund die Nachhilfelehrerin Miss Lillian Foxworth und überlässt ihr und Jimmy das Haus für ein Wochenende.
Miss Foxworth versucht an Jimmy’s Probleme heranzukommen, doch vorerst blockt er jedes Gespräch mit ihr ab. Er geht wieder auf sein Zimmer um seine Beobachtungen fortführen zu können. Nach einiger Zeit beginnt er zu masturbieren. Sie entdeckt dies, versucht, so zu tun, als hätte sie diese Szene nicht bemerkt, und geht der Sache heimlich auf den Grund. Dabei findet sie heraus, wer ihm diese sexuelle Lust verschafft. Mit einer gefühlvoll vorgelesenen Szene aus William Shakespeares Drama Hamlet beginnt sie, ihn zu verführen. Nach dem Wochenende verlässt sie ihn und er kommt zur Erkenntnis, dass er nun auf andere zugehen muss.
Nach diesem Wochenende klopft Jimmy an die Tür seiner Nachbarinnen und verbringt mit ihnen eine Nacht. Er schläft in ihrem Haus mit offener Hose ein. Als ihn seine Tante und ihre Freundin Marsha so entdecken, beginnt Marsha damit ihn oral zu verwöhnen. Durch die orale Befriedigung erwacht er aus seinem Schlaf und es kommt zum Sex mit Marsha und seiner Tante.

## Nebenhandlungen
Der Film hat einige Nebenhandlungen, die nicht unbedingt mit der Haupthandlung verknüpft sind. Der Film beginnt mit einigen Eindrücken aus der Stadt Los Angeles.
Die Rollenspiele der Flugbegleiterinnen sind eine Mischung aus Petplay und sonstigen Fantasy-Sexspielen. Dabei erscheinen ihre Liebhaber entweder als Hase, Gockel, Roboter oder als lebendiger Penis. Die beiden haben eine bisexuelle Beziehung miteinander und verwöhnen sich auch immer wieder gegenseitig.
Tante Diane hingegen träumt vor dem Fernseher, dass ein Fernsehmoderator aus dem Fernseher steigt und mit ihr schläft. Nach dem Aufwachen findet sie ihre Unterhose neben dem Fernseher. Sie betreibt mit einem Vibrator Selbstbefriedigung. Während ihres Wochenendes ohne Jimmy, hat sie Sex mit einem Masseur, der wie der Fernsehmoderator aus ihren Träumen aussieht.
In Jimmys Zimmer hängen die Filmplakate zu Krieg der Sterne und Das Imperium schlägt zurück. Des Weiteren ist in Jimmys Zimmer ein Schlumpf zu finden. Dies soll dem Zuschauer verdeutlichen das Jimmy eigentlich noch ein unerfahrenes Kind ist.

## Hintergrundinformationen
Die Musik stammt von der Musikgruppe Horizon. Diese wurde nur für die Filme Private Teacher und Private Moments verwendet. Spätere Auftritte oder Alben der Gruppe sind nicht bekannt. Die Szene in der Badewanne wurde 1985 für die beste Lascivious Lesbian Scene bei den ersten XRCO Awards nominiert. Einige Szenen aus dem Film wurden für den Dokumentarfilm A Night for Legends: First Annual XRCO Adult Film Awards wiederverwendet.

## Referenzen
1. ↑  Vergleich mit IMDB-Eintrag über Horizon
2. ↑  Vergleich mit IMDB-Eintrag unter Movie Connections der 1. XRCO Verleihung